# Mur kazamatowy

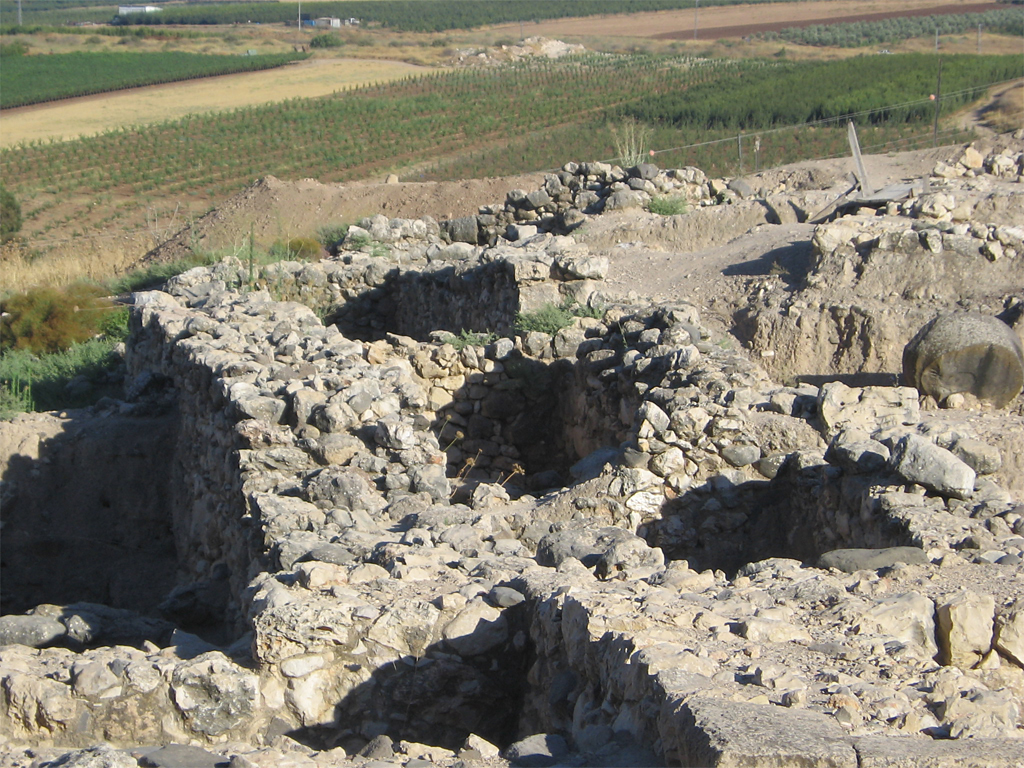
Mur kazamatowy w Chasor

Mur kazamatowy – rodzaj obronnego muru obwodowego o niemasywnej konstrukcji.
System konstrukcyjny fortyfikacji, w którym masywną strukturę umocnień (mur pełny) zastąpiono ciągiem dwóch murów równoległych, w dość regularnych odstępach łączonych poprzecznymi ścianami (murami). Powstałe w ten sposób pomieszczenia (kazamaty) wykorzystywano najczęściej jako składy (magazyny), np. uzbrojenia lub zapasów na wypadek oblężenia, względnie jako miejsca schronienia (np. przed ostrzałem). Niekiedy część z nich dla wzmocnienia muru wypełniano gruzem albo rumoszem skalnym.
W konstrukcji tej częstokroć mur zewnętrzny był grubszy od wewnętrznego (o przeciętnej grubości tylko 1–1,5 m), a przestrzeń pomiędzy obydwoma pasmami wynosiła 1,5–4 m.
Rodzaj muru stosowanego w umocnieniach na starożytnym Wschodzie od okresu żelaza II (w Palestynie 1000–587 p.n.e.) i spotykanego np. w Bosra, Chasor, Samarii, Kadesz-Barnea, Bet-Kerem. W następnym okresie (587–332 p.n.e.) częściej zastępowano go murem pełnym, lecz jako konstrukcja sporadycznie utrzymał się aż do okresu rzymskiego (np. w Masadzie).
Konstrukcji tej nie należy mylić z nowożytnymi murami fortyfikacji wyposażonymi w kazamaty pełniące rolę poszerzonych schronów (np. w obwarowaniach Valletty na Malcie).